# 科頓伍德 (加利福尼亞州)
科頓伍德（英語：Cottonwood）是位於美國加利福尼亞州沙斯塔縣的一個人口普查指定地區。

## 地理
科頓伍德的座標為40°55′14″N 121°33′05″W / 40.92056°N 121.55139°W，而該地最高點為海拔高度128米（即420英尺）。

## 人口
根據2010年美國人口普查的數據，科頓伍德的面積為5.993平方千米，均為陸地。當地共有人口3316人，而人口密度為每平方千米553人。